# Paraliparis obtusirostris
Paraliparis obtusirostris és una espècie de peix pertanyent a la família dels lipàrids. La femella fa 13,7 cm de llargària màxima. Tenen seixanta-sis vèrtebres. És un peix marí i batidemersal que viu entre 1.270 i 1.290 m de fondària al talús continental. És bentònic. Es troba a l'Índic oriental: la costa nord-oriental de Tasmània (Austràlia). És inofensiu per als humans.